# Arne Grøn
Arne Grøn (* 1. Oktober 1952 in Silkeborg) ist ein dänischer Religionsphilosoph.
Grøn absolvierte ein Studium der Philosophie in Kopenhagen und an der FU Berlin und ist seit 1996 Professor für Ethik und Religionsphilosophie an der Theologischen Fakultät der Universität Kopenhagen. In Deutschland wurde er vor allem durch sein aus dem Dänischen übersetztes Buch Angst bei Søren Kierkegaard. Eine Einführung in sein Denken bekannt.